# Анжела Медер
Анжела Медер — німецька приматологиня, охорониця природи та спеціалістка із горил. Доктор Медер була однією із перших, хто почав поглиблені дослідження горил у неволі (на початку 1980-х). Вона зосередилася на впливі середовища в неволі на їхню поведінку та відтворення, а також на поведінкових ефектах ручного виховання, включаючи складну проблему інтеграції немовлят, вихованих на руках, у встановлені групи.
У 1992 році Медер приєднався до нещодавно заснованої природоохоронної групи Berggorilla und Regenwald Direkthilfe (B&RD). Вона стверджує, що природоохоронні організації в розвинутих країнах світу мають особливе зобов’язання допомагати місцевим громадам організовувати та підтримувати власні ініціативи щодо збереження природи, і під її керівництвом B&RD допомагала місцевим організаціям у Демократичній Республіці Конго та інших країнах, а її рада періодично відвідує ці громадські проєкти для допомоги та надання матеріальної допомоги.
Медер редагує журнал Gorilla Journal, який є як джерелом для проєктів B&RD, так і науковим журналом, в якому друкуються фахівчині та фахівці.

## Зовнішні посилання
- BergGorilla.org - 'Berggorilla & Regenwald Direkthilfe e. В.'
- Wisc.edu [Архівовано 3 березня 2016 у Wayback Machine.] - "Berggorilla & Regenwald Direkthilfe (BRD)", Національний центр досліджень приматів Вісконсіна
- http://www.angela-meder.de/werbin/leben.htm [Архівовано 17 грудня 2019 у Wayback Machine.] - персональний сайт